# Admir Mehmedi
Admir Mehmedi (født 16. marts 1991 i Gostivar) er en jugoslavisk-født schweizisk fodboldspiller, der spiller som angriber for VfL Wolfsburg.

## Karriere
Mehmedi og hans familie emigrerede i 1993 fra Gostivar i Makedonien til Schweiz. Efter syv år i byen Bellinzona, hvor han også spillede for AC Bellinzonas ungdomshold, skiftede han i 2000 til FC Winterthur. I 2006 skiftede han til FC Zürichs ungdomsafdeling. Siden 2008 har han været en del af A-truppen i Zürich. I løbet af sæsonen 2010/2011 blev Mehmedi stamspiller for FCZ.
Den 6. januar 2012 underskrev Mehmedi en kontrakt med den ukrainske klub Dynamo Kyiv. Aftalen var gældende til 2016.

### Landshold
Efter flere optrædener på U-17 og U-21 landsholdene i Schweiz, blev han i maj 2011 for første gang udtaget til Schweiz' fodboldlandshold, og den 4. juni 2011 fik han debut, da han kom på banen i EM-kvalifikationskampen mod England.
Admir Mehmedi repræsenterede Schweiz' U/21-fodboldlandshold ved U-21 Europamesterskabet i fodbold 2011 i Danmark, hvor han blandt andet scorede kampens eneste mål i semifinalen mod Tjekkiet.